# Kirche Bischhausen

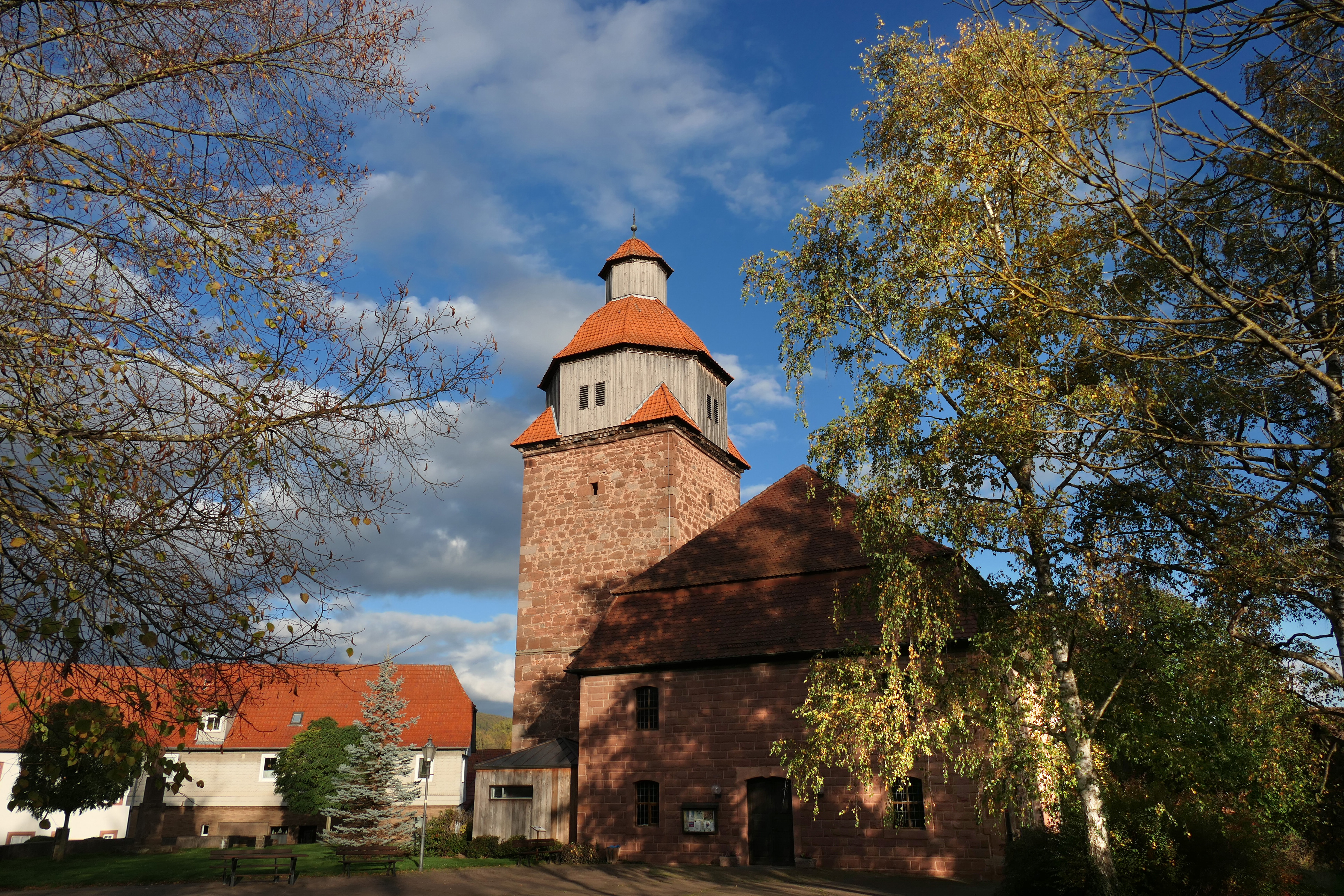
Die Kirche von Westen

Die Evangelische Kirche Bischhausen ist ein denkmalgeschütztes Gebäude auf dem Kirchberg in Bischhausen, einem Ortsteil der Stadt Waldkappel im nordhessischen Werra-Meißner-Kreis. Die Kirchengemeinde bildet mit der Gemeinde von Kirchhosbach das Kirchspiel Bischhausen. In Bischhausen befindet sich auch der Sitz des Pfarramts. Das Kirchspiel gehört mit den benachbarten Kirchspielen Schemmern-Mäckelsdorf und Waldkappel zum Kooperationsraum Waldkappel im Kirchenkreis Werra-Meißner, innerhalb der Evangelischen Kirche von Kurhessen-Waldeck im Sprengel Kassel.

## Geschichte
Die erste Erwähnung eines Vorgängerbaus am gleichen Platz, deren Grundmauern 1975/76 ausgegraben wurden, stammt aus dem Jahr 786. Im frühen 13. Jahrhundert entstand der Bergfried in der Mitte der heute verschwundenen, damaligen Burg, die von den Herren von Boyneburg errichtet wurde. An ihn war eine Kapelle angebaut, die im 12. und 13. Jahrhundert durch eine Kreuzkirche ersetzt wurde. An sie wurde 1505 im Osten der Chor angebaut. Der Turm erhielt 1590 anstelle des Wehrgangs eine Haube. 1789/1800 wurde der kreuzförmige Saal durch Schließung der Ecken zu einem nahezu quadratischen Langhaus erweitert, das 1975 bis auf die Südwand abgebrochen und neu aufgebaut wurde.

## Kirchengebäude
Das Langhaus ist mit einem Mansardwalmdach bedeckt. Im steinernen Teil des Turms sind noch einige Schießscharten vorhanden. Er hat einen achtseitigen Aufsatz aus mit Brettern verkleidetem Holzfachwerk, hinter dessen Klangarkaden sich der Glockenstuhl befindet, in dem seit dem Jahr 1957 wieder drei Kirchenglocken hängen, von denen die älteste aus dem frühen 16. Jahrhundert stammt. Darauf sitzt eine glockenförmige Haube, die von einer Laterne bekrönt wird. Der Zugang zu den Obergeschossen war ehemals nur von außen erreichbar. Das Untergeschoss des Turms öffnet sich mit einem Spitzbogen in den Saal. Ein Kreuzrippengewölbe über Konsolen bildet den oberen Raumabschluss.

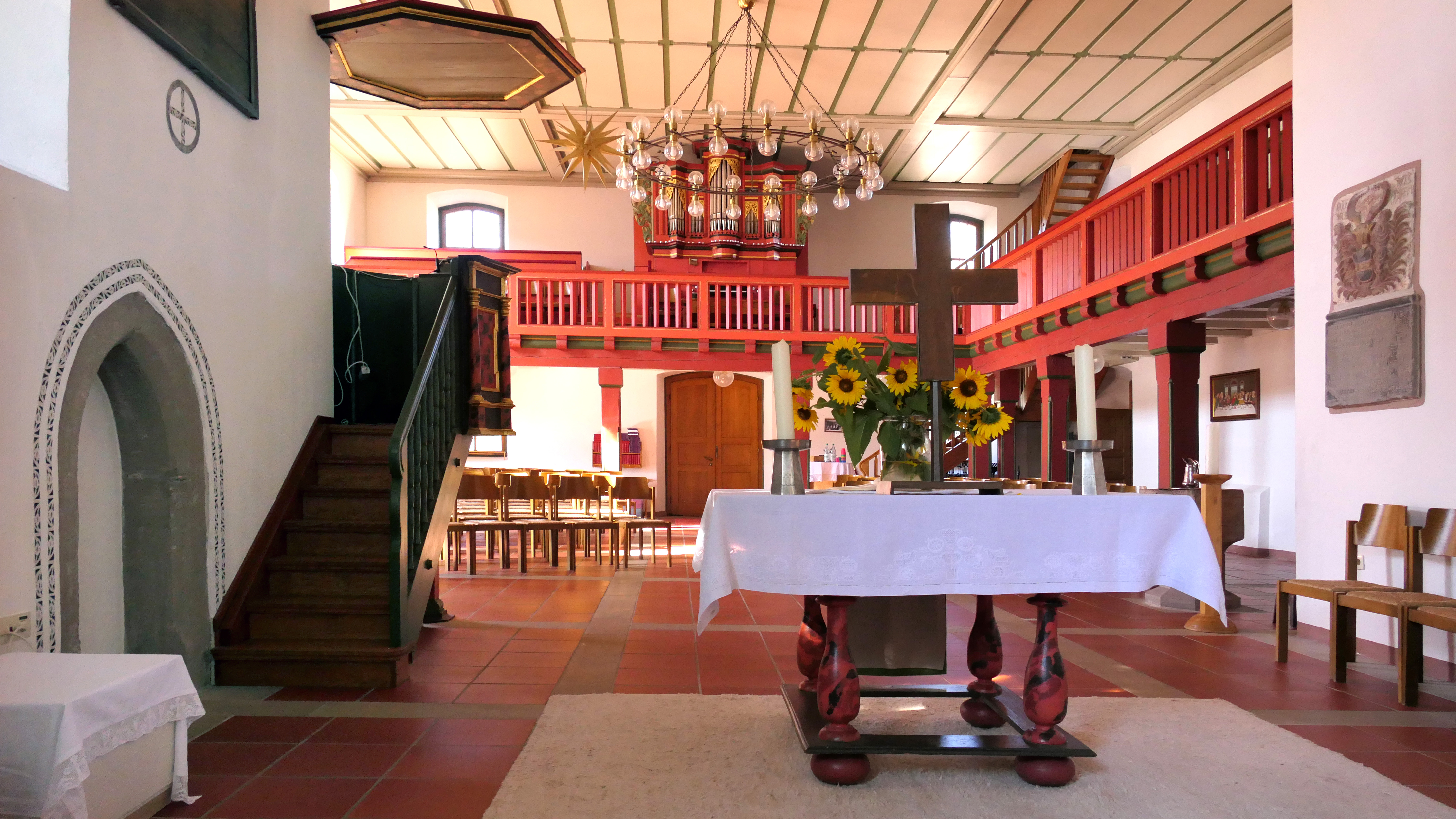
Blick aus dem Chorraum
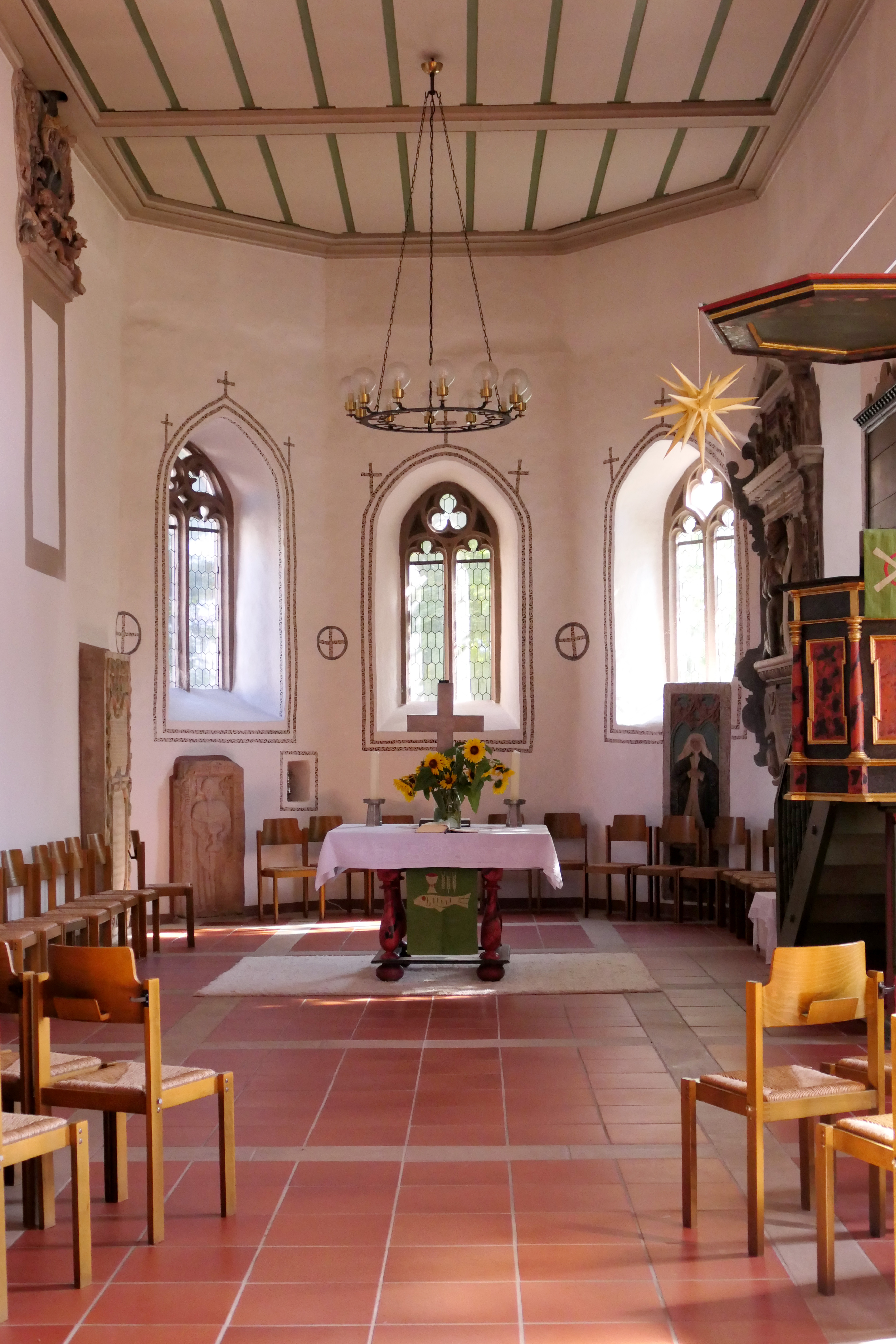
Blick in den Chorraum
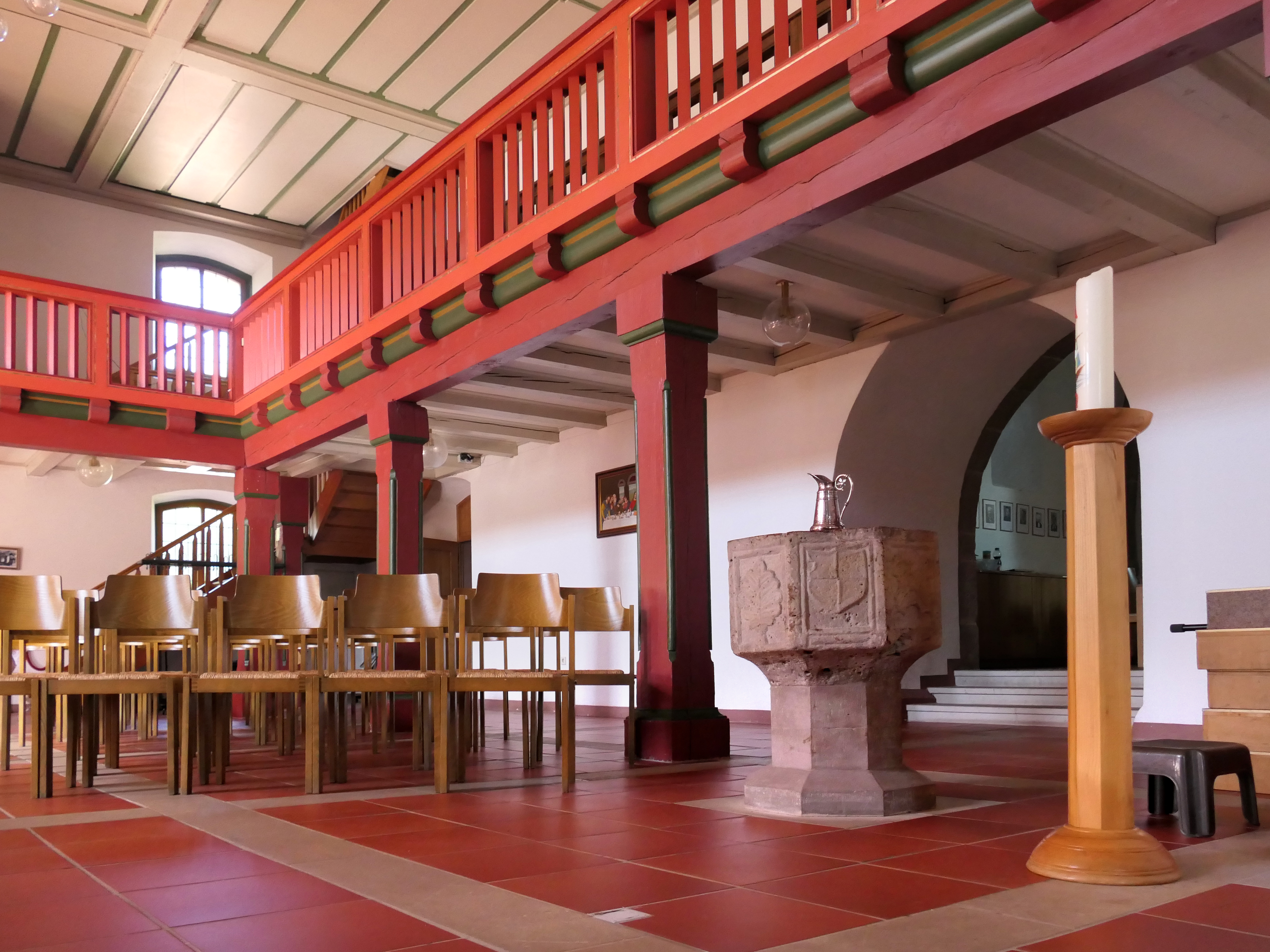
Der Taufstein vor der Öffnung zum Turm
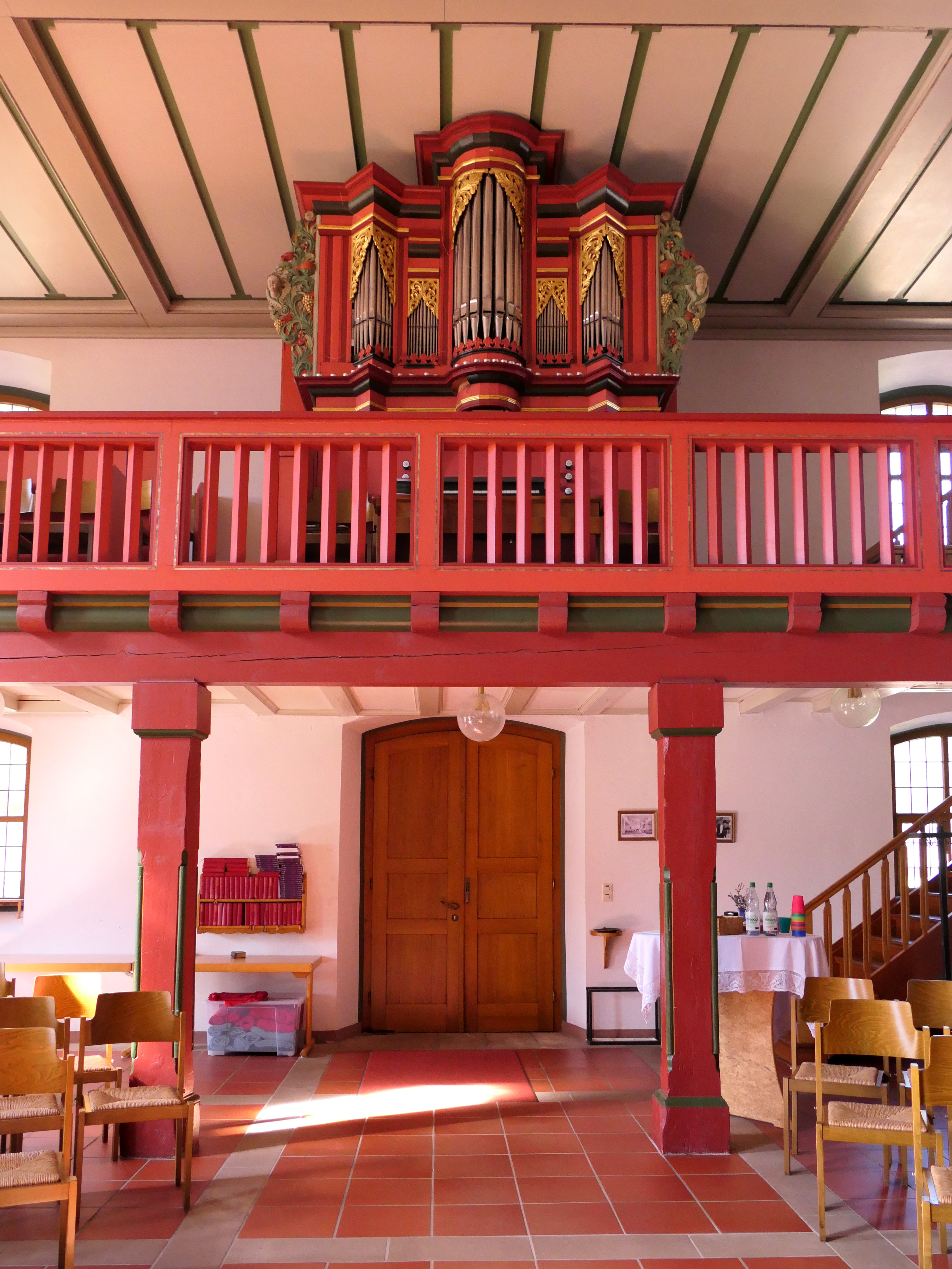
Die Orgel auf der westlichen Seite

Den spätgotischen, dreiseitig geschlossenen Chor prägen Maßwerkfenster mit Fischblasenornamenten und die angebrachten Grabplatten an den Wänden. Als besonders erwähnenswert angesehen wird das Epitaph des Reichard von Boyneburg und der Margarete von Wallenstein von Andreas Herber (* um 1530; beerdigt am 12. Mai 1614 in Kassel) aus dem Jahr 1595. Der Bildhauer stellte die Verstorbenen kniend vor einem Kreuz dar, umrahmt von zahlreichen Wappen ihrer Ahnen. Zu den besonderen Ausstattungsstücken gehören auch die Kirchenorgel mit barockem Prospekt aus der Zeit um 1725 und der Taufstein aus den Anfangsjahren des 16. Jahrhunderts.

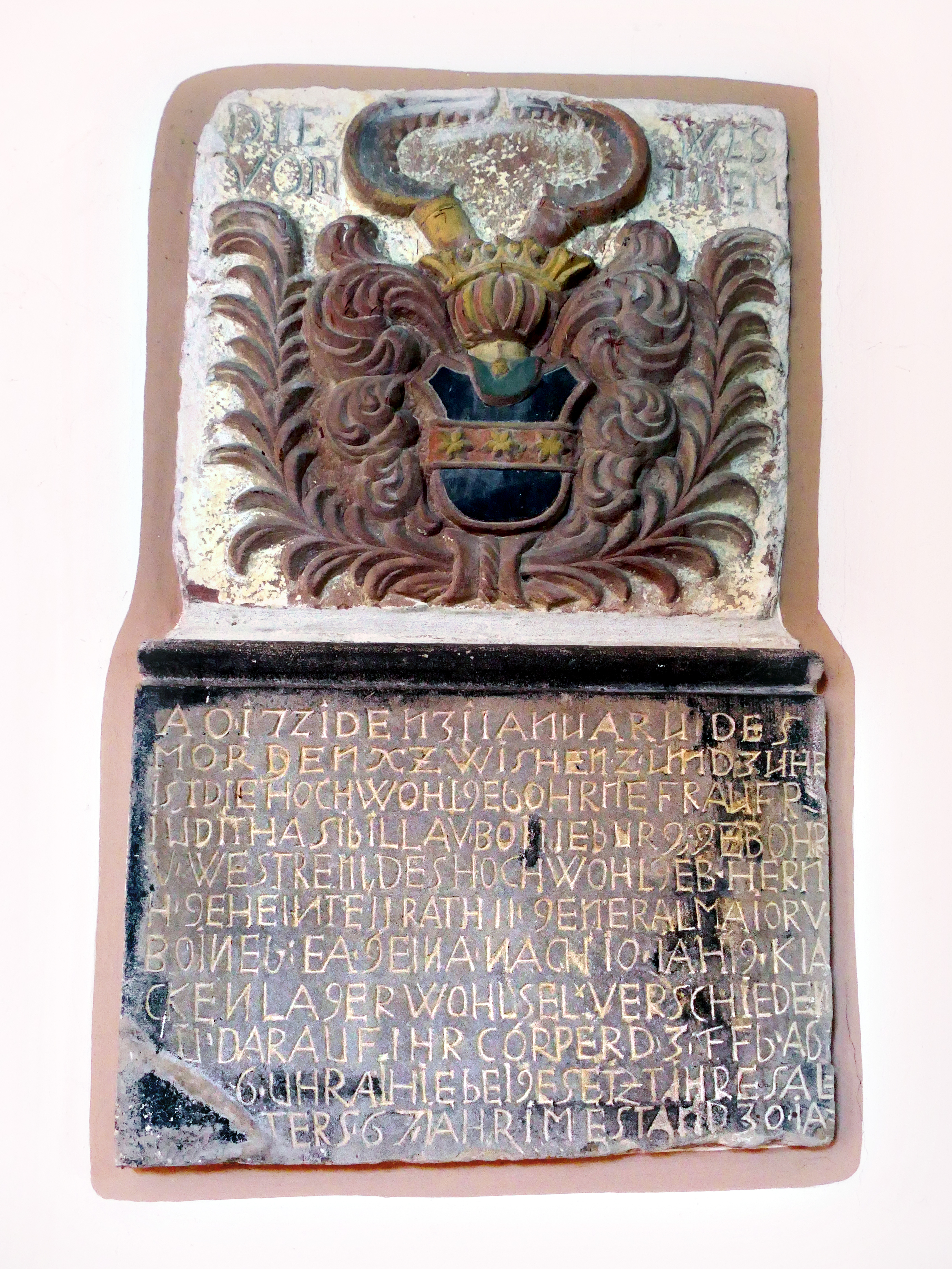
Grabplatten im Chorraum
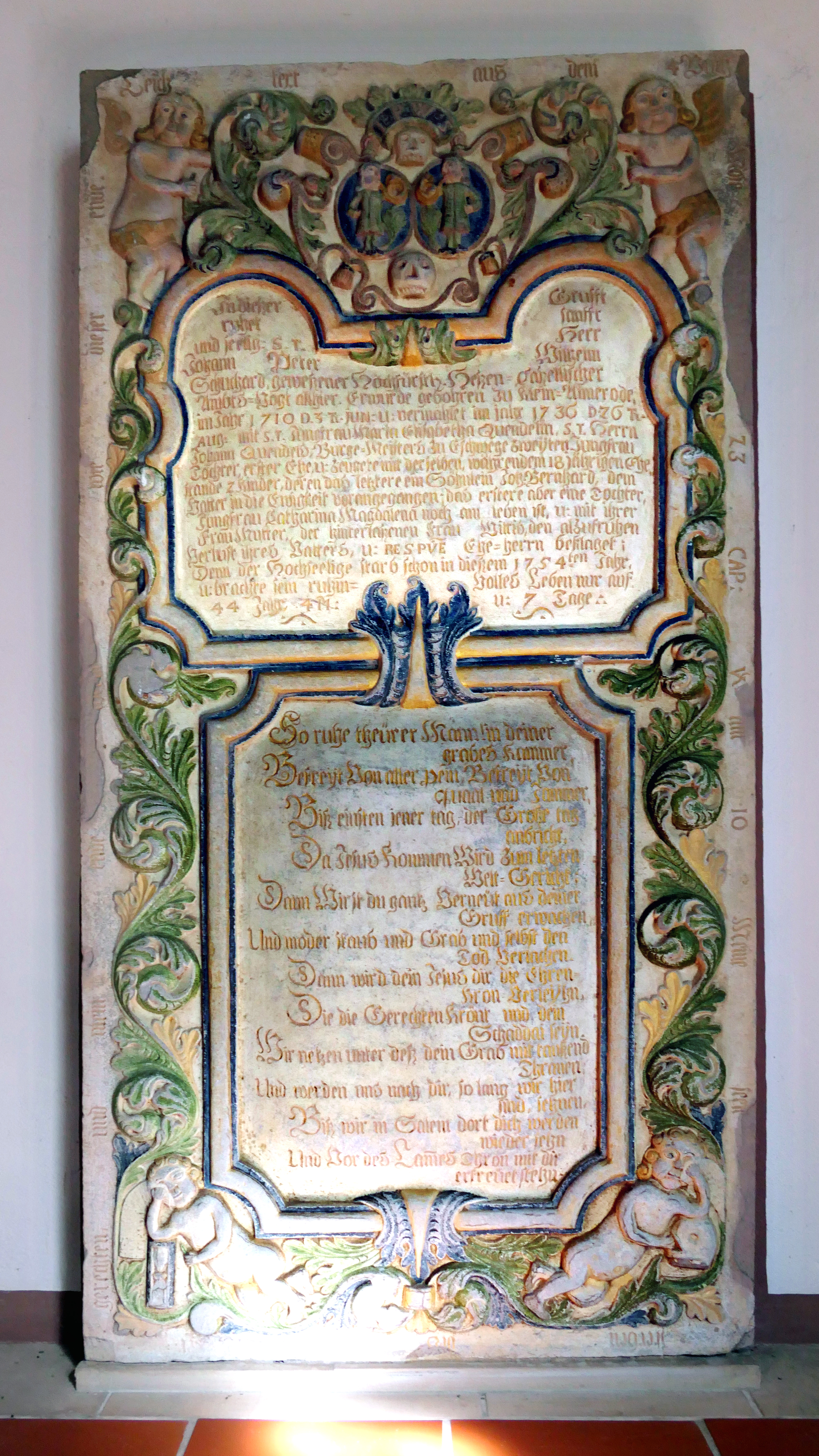
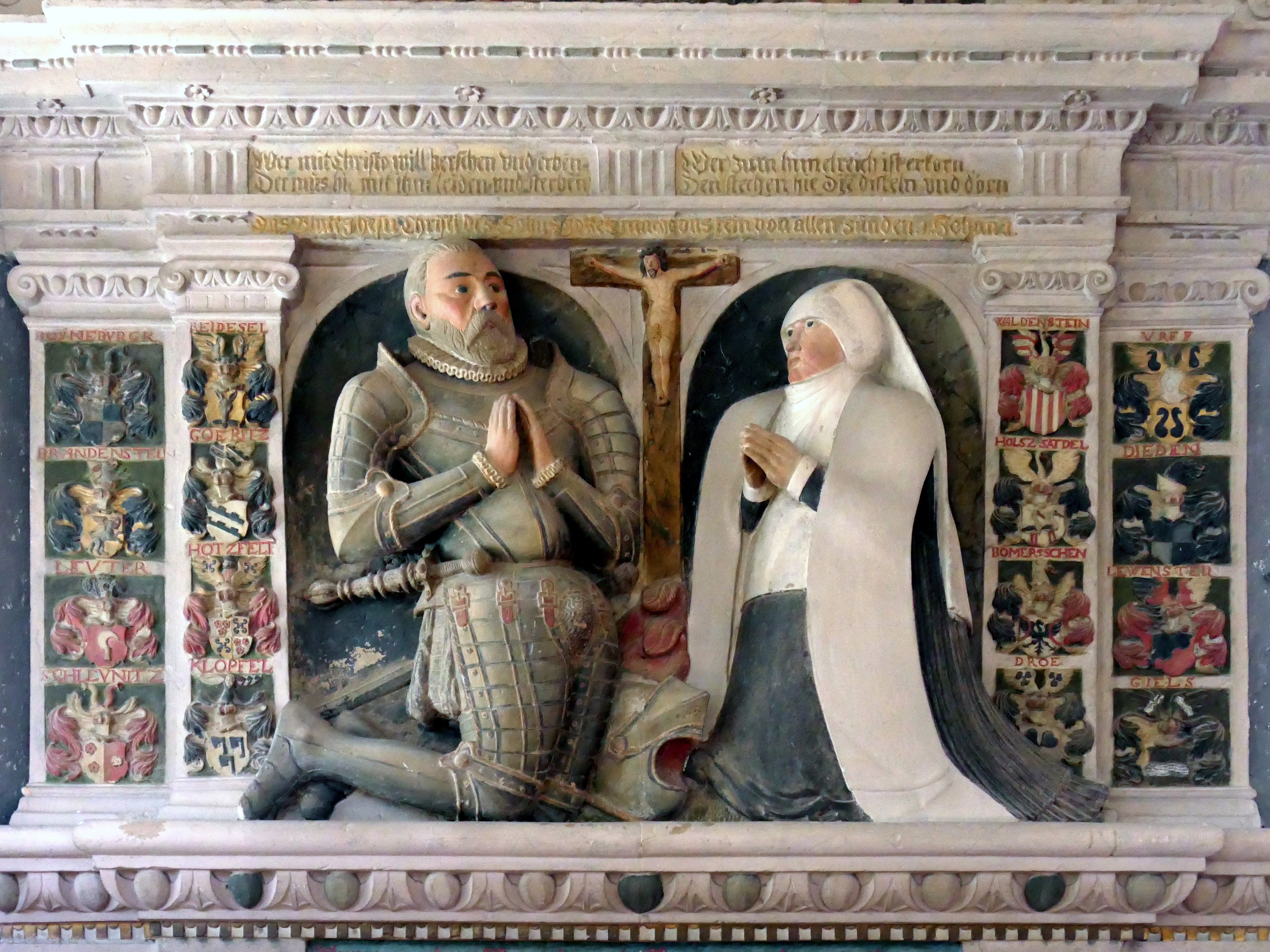
Ausschnitt

## Fledermäuse in der Kirche
Im Jahr 2006 wurde die Kirche vom Nabu Hessen als „fledermausfreundliches Haus“ zertifiziert. Unter dem Kirchendach kommen jedes Jahr weibliche Fledermäuse der bedrohten Großen Mausohren zusammen, um hier ihre Jungen zu gebären und aufzuziehen. Sie gehören zu den in Anhang II der Fauna-Flora-Habitat-Richtlinie aufgelisteten „Arten von gemeinschaftlichem Interesse“, für deren Erhaltung nach den Gesetzen der Europäischen Union besondere Schutzgebiete im Natura-2000-Netz eingerichtet werden müssen. Ungefähr 1000 Tiere sind es mittlerweile, wie regelmäßige Zählungen des Nabu ergeben haben.

## Denkmalschutz

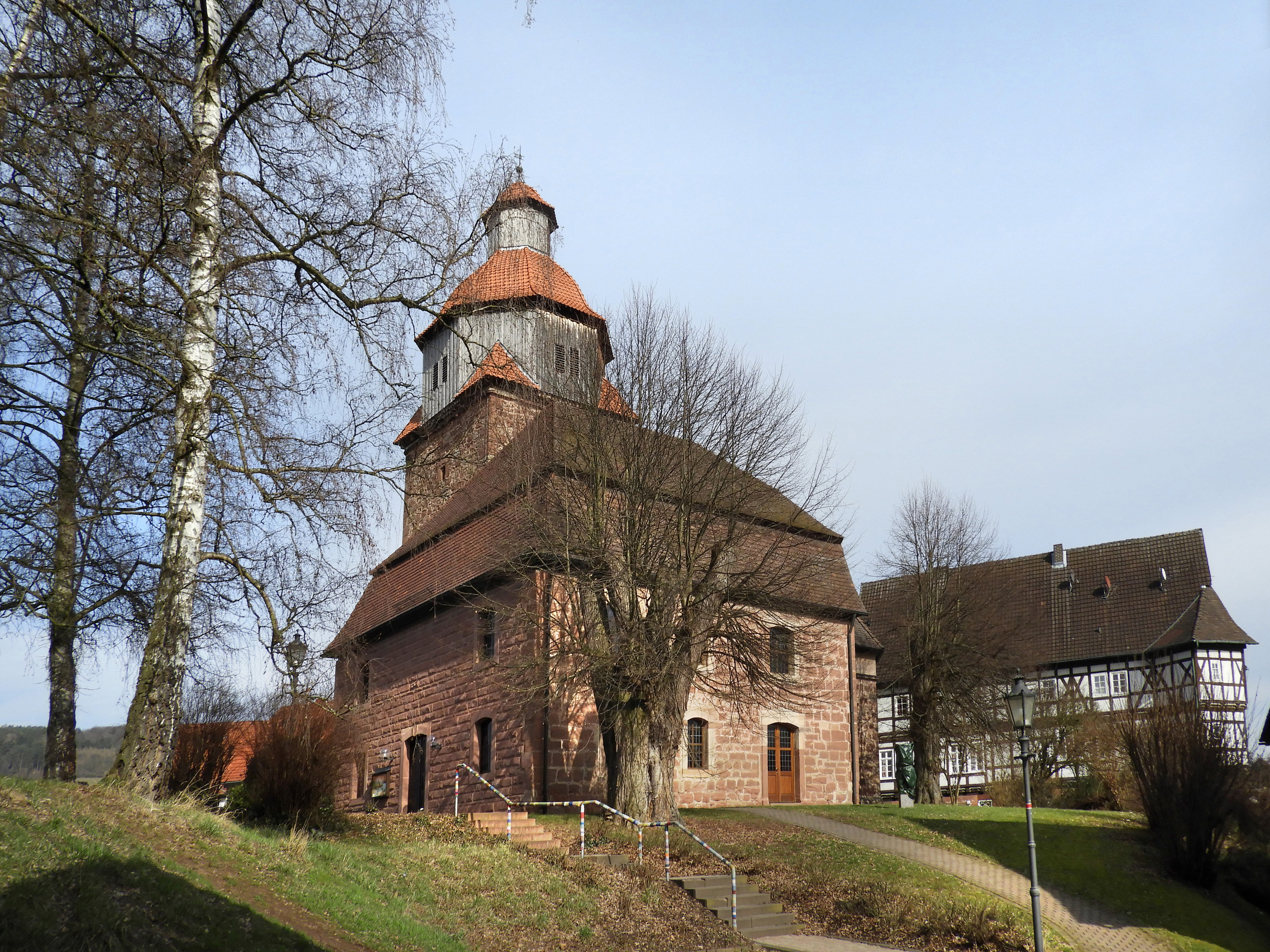
Die als Naturdenkmal geschützte Linde an der südwestlichen Ecke der Kirche

Wegen ihrer geschichtlichen, künstlerischen und städtebaulichen Bedeutung ist die Bischhäuser Kirche ein geschütztes Kulturdenkmal. Sie befindet sich an exponierter Stelle innerhalb der Gesamtanlage des Ortes, die aus geschichtlichen Gründen unter Denkmalschutz steht.
Im Denkmalverzeichnis des Landes Hessen hat die Kirche die Nummer 38769 und die Gesamtanlage die Nummer 38762.
Die Linde, die an der südwestlichen Ecke der Kirche steht, wurde anlässlich der Neuregelung des Naturschutzes in den 1930er Jahren unter der laufenden Nummer 24 in das Naturdenkmalbuch des Kreises Eschwege eingetragen und erhielt mit dem Inkrafttreten der Verordnung zur Sicherung von Naturdenkmalen in den Stadt- und Landkreisen des Regierungsbezirks Kassel am 1. November 1936 den Schutz des Reichsnaturschutzgesetzes. In der Liste der Naturdenkmale des Werra-Meißner-Kreises hat der alte Baum die Nummer 636.524.